# Cổ Lũy
Thành Cổ Lũy là một tiền đồn gồm ba thành liên kết nhau nhằm ngăn thuyền bè đối phương vào cửa Đại Cổ Luỹ, có sự liên kết với thành Châu Sa ở tả ngạn sông Trà Khúc. Thành nằm ở xã Nghĩa Phú, thành phố Quảng Ngãi, tỉnh Quảng Ngãi, do người Chàm xây dựng vào khoảng thế kỷ IX - X.
Hệ thống phòng thành Cổ Lũy có ba vòng thành: 
- Luỹ Cổ Luỹ
- Thành Bàn Cờ
- Thành Hòn Yàng.

Hệ thống phòng thành Cổ Luỹ liên kết vững chắc, cấu trúc khoa học, để phòng thủ và báo hiệu cho thành Châu Sa.
Hiện nay di tích này không còn nữa do quá trình đô thị hóa.